# Coenotephria avilaria
Coenotephria avilaria är en fjärilsart som beskrevs av Hans Reisser 1936. Coenotephria avilaria ingår i släktet Coenotephria och familjen mätare. Inga underarter finns listade i Catalogue of Life.